# خريستو نجم
خريستو جورج نجم (1942م-)، شاعر لبناني معاصر، ولد عام 1942 في بلدة ( شكا ) - طرابلس - لبنان.

## نشأته وتعليمه
درس بمدارس راهبات العائلة المقدسة، والفرير ثم حصل على الإجازة الجامعية في اللغة العربية وآدابها من كلية الآداب -الجامعة اللبنانية 1965 وعلى شهادة الكفاءة للتعليم الثانوي من كلية التربية 1967، ونال شهادة الدكتوراه، من جامعة القديس يوسف (الحلقة الثالثة) 1982، ثم دكتوراه الدولة من الجامعة اليسوعية 1987.
يعمل أستاذا محاضرا في كلية الآداب والعلوم الإنسانية في الجامعة اللبنانية وجامعة البلمند.
عضو بنادي الجامعيين، ونادي طرابلس الشعري، ونادي روتاري طرابلس، والمجلس الثقافي للبنان الشمالي. في حياته ثلاث محطات انعكست في شعره الأولي فقدان أبيه 1958، والثانية حبه زمن دراسته الثانويه لزميلة له، والثالثة اندلاع نار الحرب اللبنانية 1975. عرف بانصرافه لشعر الغزل حتى سنة 1975م، بعدها مارس كتابة الشعر الوطني إلى جانب شعر الغزل.

## دواوينه الشعرية
- قصائد حب 1974،
- من أغاني شهريار 1977،
- الطريق إلى جبل التوباد 1990،
- وكراس شعر بعنوان : بكائية على جدار مدينتي 1977.

## مؤلفاته
منها:
- جميل بثينة،
- النرجسية في أدب نزار قباني،
- المرأة في حياة جبران،
- في النقد الأدبي والتحليل النفسي.

نوقشت عنه أطروحة جامعية قدمتها الباحثة حياة حدارة المراد للجامعة اللبنانية.
عنوانه شارع المطران - طرابلس لبنان.